# Рынок товаров роскоши Китая
Рынок товаров роскоши Китая составляет значительную часть рынка товаров роскоши (luxury goods) всего мира. 
В 2012 г. Китай обогнал Японию как самый большой рынок товаров роскоши.
По данным отчета коммерческого развития в Китае, выпущенном в 2010 году Китайской Академией общественных наук (КАОН), рынок предметов роскоши Китая возрос до $9,4 млрд к концу 2009 года; это составляет 27,5 % мирового рынка товаров роскоши рынок, с увеличением на 25 % к 2008 году. Согласно текущему росту, ожидается, что  в 2014 году рынок предметов роскоши Китая вырастет на 14,6 млрд.

## Характеристики рынка
Объем розничных продаж элитных потребительских товаров в Китае составляет всего 7 % мировых розничных продаж; однако, китайские покупатели составляют 25 % мировых розничных продаж элитных товаров. Многие магазины в международных туристических местах нанимают персоонал, который специализируется на китайских клиентах.
По данным Global Luxury Survey 2007, большинство покупателей роскошных товаров Китая покупают товар, как показатель своего статуса в обществе.
Китайские потребители рынка товаров роскоши моложе своих европейских коллег, принадлежащих к возрастной группе 18-50 лет, по сравнению с европейскими потребителями, которые, как правило, принадлежат к возрастной группе 40 лет. По этой причине, рынок предметов роскоши Китая будет расти быстрее, чем в Европе. Многие молодые покупатели предметов роскоши являются самозанятыми или профессионалами. По данным консалтинговой фирмы McKinsey & Company, 80 % китайских покупателей предметов роскоши не достигли еще 45 лет, по сравнению с 30 % американскими потребителями роскошных товаров и 19 % в Японии.
В конфиденциальном докладе «Исследование рынка товаров роскоши Китая 2010» в ноябре 2010 года руководство консалтинговой фирмы Bain & Company[en] отметили тройку люксовых брендов в Китае: Louis Vuitton, Chanel и Gucci. Согласно докладу, продажа часов и сумок привела к росту рынка роскоши в 2010 году.
В докладе документированы тройка люксовых брендов в стране для следующих продуктов:
| продукт                         | 1е место       | 2е место          | 3е место       |
| ------------------------------- | -------------- | ----------------- | -------------- |
| косметика, парфюмерия и гигиена | Chanel         | Lancôme           | Dior           |
| часы                            | Rolex          | Omega             | Cartier        |
| чемоданы, кошельки и сумки      | Louis Vuitton  | Gucci             | Chanel         |
| мужская одежда                  | Giorgio Armani | Ermenegildo Zegna | Versace        |
| украшения                       | Cartier        | Tiffany and Co    | нет данных     |
| обувь                           | нет данных     | Prada             | Chanel         |
| женская одежда                  | Chanel         | Burberry          | Giorgio Armani |

По состоянию на февраль 2014 года 2/3 процентов предметов роскоши, купленных богатыми людьми в КНР, были куплены туристами в Европе и США, где, особенно в Европе, элитные розничные торговцы наняли свободно говорящий по-китайски персонал.

## Роскошные автомобили
в Китае осуществляют свою деятельность такие бренды, как Mercedes-Benz, BMW, Audi и Lexus.

Audi, которая доминирует на китайском авторынке уже более двух десятков лет, является лидером на рынке автомобилей люкс-сегмента: Китай является вторым по величине рынком Audi. Однако доля рынка Audi в этой категории постепенно снижается, так как BMW и Mercedes-Benz принимают новые стратегии для увеличения продаж. По данным Global Insight[en], доля рынка Audi в Китае снизилась с 66% в 2004 году до 42% в 2009 году, в то время как рыночная доля BMW  увеличилась с 7% до 23%, и Mercedes-Benz — с 9% до 16%. Компания BMW расширяет свой нынешний завод в Китае и строит еще один.
Audi по-прежнему доминирует в выборе автомобилей на рынке государственных авто. Продажи BMW также растут, но считаются машинами для новых богатых. Мерседес — для более пожилых людей. Такие бренды, как BMW и Audi разрабатывают индивидуальные автомобили для китайского авторынка. Компания BMW разработала модель с более длинной колесной базой специально для правительственных чиновников для того, чтобы увеличить место на заднем сиденье.
По словам Стефана Винкельмана, главы компании «Ламборгини», «Китайский рынок суперавтомобилей растет быстрее, чем наши ожидания, в то время как западные рынки уменьшаются. Сильный спрос скоро сделает Китай нашим вторым по величине рынком после США. Если высокие налоги на роскошные автомобили снизятся, то Китай вполне может стать крупнейшим рынком».

## Ювелирные изделия
В апреле 2013 года продажи золота и драгоценностей были на 72 % выше, чем в апреле 2012 года.

## Часы
Импортные швейцарские часы часто выбирают в качестве подарков, с помощью которых можно выслужиться на работе и также они являются карикатурой коррупции[прояснить]. Продажи достигли своего пика в 2012 году и пошли на спад в 2013 году.
В пятерку элитных часовых брендов в стране входят Rolex, Omega, Cartier, Vacheron Constantin и Breitling.

## Аудиотехника
см. High End